# Eteone papillifera
Eteone papillifera är en ringmaskart som beskrevs av Théel in Levinsen 1883. Eteone papillifera ingår i släktet Eteone och familjen Phyllodocidae. Inga underarter finns listade i Catalogue of Life.